# Фалцес
Фа̀лцес (на италиански: Falzes; на немски: Pfalzen, Пфалцен) е малко градче и община в Северна Италия, автономна провинция Южен Тирол, автономен регион Трентино-Южен Тирол. Разположено е на 1022 m надморска височина. Населението на общината е 2619 души (към 2010 г.).

## Език
Официални общински езици са и италианският и немският. Най-голямата част от населението говори немски. В общината се говори и други романски език, ладинският.
| %     | Роден език      |
| 2,36  | Италиански език |
| 96,25 | Немски език     |
| 1,39  | Ладински език   |